# Aher Uguak
Aher Uguak (Ismailia, Egipto, 24 de mayo de 1998) es un baloncestista canadiense que pertenece a la plantilla del Niners Chemnitz de la Basketball Bundesliga. Con 2,01 metros de estatura, juega en la posición de alero. 

## Trayectoria deportiva
Uguak es un jugador formado en Harry Ainlay High School situada en Edmonton, Alberta, antes de ingresar en 2016 en la Universidad de Nuevo México, situada en Albuquerque, Nuevo México en la que jugó durante una temporada la NCAA con los New Mexico Lobosen la temporada 2016-17.
Tras una temporada en blanco, en 2018 ingresa en la Universidad Loyola Chicago, situada en Chicago, en el estado de Illinois para jugar durante cuatro temporadas la NCAA con los Loyola Ramblers, desde 2018 a 2022.
Tras no ser drafteado en 2022, firma por los Edmonton Stingers de la CEBL, con el que disputa 20 partidos.
El 25 de julio de 2022, firma por el Niners Chemnitz de la Basketball Bundesliga.